# 해이
해이(解離, Hey, 본명: 김혜원, 1978년 10월 27일 ~ )는 대한민국의 가수 및 뮤지컬 배우이다.

## 학력
- 2003년 연세대학교 영문과, 불문과 학사 졸업
- 2013년 일리노이 대학교 대학원 세계역사문화학과 인문과학 석사(공연 역사와 비평 전공, University of Illinois at Urbana Champaign.Theatre History and Criticism, 전액 장학금) 졸업
- 2015년 현재 연세대학교 대학원 영문과 문학박사 과정 재학중.

## 생애
- 외교관이였던 아버지의 영향으로 어린 시절부터 여러 나라에서 생활하였다. 그리고 그 덕분에 여러 나라의 언어에 능통하기도 하다(영어, 중국어, 프랑스어).
- 1994년에 MBC 표준FM의 라디오 프로그램《별이 빛나는 밤에》의 '별밤 노래 콘테스트'에서 1위를 수상하면서 가수로서의 재능을 인정 받았다.
- KBS 2TV 음악 프로그램 《이소라의 프로포즈》에서 영어 통역을 하던 중 우연한 기회에 디즈니 애니메이션 영화《인어 공주》의 주제곡 "Part of Your World"를 불렀는데, 이 방송을 본 가수 이문세가 배우 박상원과 함께 설립한 WAD 엔터테인먼트에서 그녀의 1집 음반을 제작하게 되었다.
- 2001년에 그녀의 정규 앨범 1집《Hey》를 발표하였다. 예명 '해이'는 "해를 닮은 아이", "해를 몰고 오는 아이"란 뜻으로 이문세가 직접 지어 주었다.[2] 1집 타이틀 곡 "쥬뗌므" Je T’aime (작곡 유정연 작사 이재경)는 대중들에게 많은 사랑을 받으며 그녀의 히트곡이 되었다.
- 2004년 7월에 서울에서 가수인 조규찬과 결혼[3]
- 2006년부터 많은 뮤지컬에서 주연 배우로 활동[4]
- 2008년에는 남편 조규찬이 직접 제작을 맡은 디지털 싱글 `아지랑이 시간들`을 발표하였다.[5]

## 음반

### 정규 앨범
- 2003년 2집《Piece of My Wish》[6]
- 2001년 1집《Hey》[7]

### 비정규 앨범
- 2016 EP "La Chance!"
- 2010년 EP 《Vegetable Love》

### 싱글
- 2014 SBS 드라마 괜찮아 사랑이야 ost "And I Need You Most"
- 2008년 디지털 싱글 "아지랑이 시간들"[8]
- 2004 영화 데이지 ost "데이지"

## 뮤지컬
- 2008년《지붕 위의 바이올린》[9]
- 2007년《첫사랑》[10]
- 2006년《벽을 뚫는 남자》[11]